# Diocese de São Sebastião
A Diocese de São Sebastião (em latim: Dioecesis Sancti Sebastiani) é uma diocese da Igreja Católica da Espanha, sediada na cidade de San Sebastián, na província de Guipúscoa, comunidade autónoma do País Basco. Faz parte da Arquidiocese de Pamplona e Tudela. Foi fundada em 12 de novembro de 1949 pelo Papa Pio XII. Em 2022 contava com uma população católica de 611 325 fiéis, sendo 84,4% da população total, e tinha 322 paróquias.

## História
Em 2 de novembro de 1949 o Papa Pio XII cria através do território da Diocese de Vitória a Diocese de São Sebastião na Espanha. Em 1959 a Diocese de São Sebastião tem sua província eclesiástica alterada, passando de Burgos para Pamplona e Tudela.

## Lista de bispos
A seguir uma lista de bispos desde a criação da diocese em 1949.
|                          | Nome                           | Período      | Notas                              |
| Bispos                   | Bispos                         | Bispos       | Bispos                             |
| ------------------------ | ------------------------------ | ------------ | ---------------------------------- |
| 7.º                      | Fernando Prado Ayuso, C.M.F.   | 2022 - atual |                                    |
| 6.º                      | José Ignacio Munilla Aguirre   | 2009 - 2021  | Nomeado bispo de Orihuela-Alicante |
| 5.º                      | Juan María Uriarte Goiricelaya | 2000 - 2009  |                                    |
| 4.º                      | José María Setién Alberro      | 1979 - 2000  | Renunciou                          |
| 3.º                      | Jacinto Argaya Goicoechea      | 1968 - 1979  |                                    |
| 2.º                      | Lorenzo Bereciartúa y Balerdi  | 1963 - 1968  | Faleceu no cargo                   |
| 1.º                      | Jaime Font y Andreu            | 1950 - 1963  | Faleceu no cargo                   |
| Bispo auxiliar           |                                |              |                                    |
|                          | José María Setién Alberro      | 1972-1979    | Elevado a bispo                    |
| Administrador apostólico |                                |              |                                    |
|                          | Francisco Pérez González       | 2022         | Arcebispo de Pamplona e Tudela     |